# Reach for the Sun
Reach for the Sun é o primeiro álbum de estúdio da banda americana de Rock alternativo The Dangerous Summer.

## Background
Em 19 de novembro de 2008, foi mencionado que a banda havia começado a gravar seu primeiro álbum no Valencia Studios com o produtor Paul Leavitt.

## Lançamento
Em janeiro de 2009, a banda saiu em turnê com School Boy e Select Start. Em 6 de fevereiro, "Reach for the Sun" foi anunciado para lançamento em maio, e sua lista de faixar foi revelada, "Surfaced" foi disponibilizado para streaming através do perfil da banda no Myspace. Em 27 de março, foi revelado que o álbum seria intitulado "Reach for the Sun". Em março e abril, a banda foi lançada em turnê com o Racing Kites, Sparks the Rescue e This Time Next Year. O primeiro single do álbum foi "Where I Want To Be", que foi lançado para iTunes Store em 14 de abril de 2009. O álbum foi lançado em 5 de maio, pertencente ao selo Hopeless Records. Em junho, a banda fez uma turnê pelos EUA com Ace Enders e Person L..

## Track listing
1. "Where I Want to Be" – 3:39
2. "Settle Down" – 3:41
3. "Weathered" – 3:54
4. "Symmetry" – 3:00
5. "Surfaced" – 4:05
6. "A Space to Grow" – 4:03
7. "Reach for the Sun" – 3:27
8. "The Permanent Rain" – 3:24
9. "Northern Lights" – 4:31
10. "This Is War" – 4:03
11. "Never Feel Alone" – 3:23

Bonus tracks
1. "Where I Want to Be (Acoustic Version)" – 3:44 (iTunes bonus track)
2. "Good Things" (Vinyl Bonus Track)

## Performance nos charts
| Chart (2009)              | Peak position |
| ------------------------- | ------------- |
| Billboard Top Heatseekers | 42            |